# Roberto Cassio
Roberto Cassio (Roma, 8 gennaio 1968) è un ex nuotatore italiano.

## Carriera
Buon mistista e discreto farfallista, si è messo in luce quindicenne a Mulhouse, ai campionati europei giovanili di nuoto del 1983 vincendo la medaglia d'argento nei 400 m misti: ha anche stabilito il primato italiano in vasca corta con 4'14"73 1l 28 febbraio 1986 a Torino. Ha partecipato nel 1986 ai campionati mondiali di nuoto di Madrid arrivando alla finale B dei 400 m misti e nel 1988 ai Giochi della XXIV Olimpiade di Seul nei 200 m misti fermandosi alle batterie. È tornato sul podio ai Giochi del Mediterraneo del 1991 ad Atene con la staffetta 4 × 100 m mista nuotata con Andrea Cecchi, Marco Braida e Antonio Consiglio.

## Palmarès
| Giochi olimpici         | 200 m misti             | 400 m misti            |
| 1988 Seul Corea del Sud | 18º in batteria 2'05"88 | ---                    |
| Campionati del mondo    | 200 m misti             | 400 m misti            |
| 1986 Madrid Spagna      | 20º in batteria 2'08"11 | 5º in finale B 4'27"89 |
| Giochi del Mediterraneo | ---                     | 4 × 100 m mista        |
| 1991 Atene Grecia       | ---                     | Bronzo: 3'53"41 :      |
| Europei giovanili       | ---                     | 400 m misti            |
| 1983 Mulhouse Francia   | ---                     | Argento: 4'36"44 :     |

### Campionati italiani
8 titoli individuali, così ripartiti:
- 1 nei 200 m farfalla
- 1 nei 200 m misti
- 2 nei 400 m misti
- 3 nella staffetta 4 × 100 m mista

sq = squalificato (1.)
| Anno | Edizione    | st.libero 4×100 m | st.libero 4×200 m | dorso 100 m | dorso 200 m | farfalla 200 m | misti 200 m | misti 400 m | mista 4×100 m |
| ---- | ----------- | ----------------- | ----------------- | ----------- | ----------- | -------------- | ----------- | ----------- | ------------- |
| 1983 | Primaverili | -                 | -                 | -           | -           | 3              | -           | -           | -             |
| 1984 | Primaverili | -                 | -                 | -           | 3           | 3              | -           | 3           | -             |
| 1984 | Estivi      | -                 | -                 | -           | 2           | -              | -           | 3           | -             |
| 1985 | Primaverili | -                 | -                 | -           | -           | -              | -           | -           | 3             |
| 1985 | Estivi      | -                 | -                 | -           | -           | -              | -           | -           | 2             |
| 1986 | Primaverili | -                 | -                 | -           | -           | 1              | 1           | 1           | -             |
| 1986 | Estivi      | -                 | -                 | -           | -           | 3              | 2           | 1           | 2             |
| 1987 | Estivi      | 3                 | 3                 | -           | -           | -              | -           | -           | -             |
| 1988 | Primaverili | -                 | -                 | -           | -           | -              | 2           | 2           | -             |
| 1988 | Estivi      | -                 | -                 | -           | -           | -              | 3           | 3           | -             |
| 1989 | Primaverili | -                 | -                 | -           | 2           | -              | -           | 2           | 1             |
| 1989 | Estivi      | -                 | 3                 | -           | -           | -              | -           | -           | 3             |
| 1990 | Primaverili | 3                 | 3                 | 3           | 3           | -              | 3           | 3           | 1             |
| 1990 | Estivi      | -                 | -                 | -           | -           | -              | -           | -           | 1             |
| 1991 | Primaverili | 3                 | 3                 | -           | -           | 2              | 2           | 2           | sq            |
| 1991 | Estivi      | -                 | -                 | -           | -           | 3              | 3           | -           | 1             |
| 1992 | Primaverili | -                 | -                 | -           | -           | -              | -           | -           | 2             |